# Oxalis rosea
Espèce
L'Oxalis rosée (Oxalis rosea) est une espèce de plantes de la famille des Oxalidacées présente en Amérique du Sud.